# Tlučeň (Petrovice II)
Tlučeň (deutsch Tlutschen) ist ein Ortsteil der Gemeinde Petrovice II im mittelböhmischen Okres Kutná Hora in Tschechien. Er liegt ca. 1 km nordöstlich von Petrovice II. Es gibt 21 registrierte Adressen in Ort.  Tlučeň hat 12 Einwohner.

## Geographie
Tlučeň befindet sich in der Böhmisch-Mährischen Höhe im Tal des Baches Nespeřický potok, kurz vor dessen Mündung in den Losinský potok. Nördlich erhebt sich der Benák (494 m n.m.), nordöstlich die Obrova stolice (535 m n.m.) und westlich der Na Vrších (481 m n.m.).
Nachbarorte sind Boštice, Nové Nespeřice und Staré Nespeřice im Norden, Stará Huť und Kamenná Lhota im Nordosten, Milotice und Čentice im Osten, Čestín, Dolní Dvůr und Žichovice im Südosten, Kasanice und Petrovice II im Süden, Zderadiny und Hrochovy Zderadiny im Südwesten, Koblasko, Dolský Mlýn und Zbizuby im Westen sowie Vestec, Hroznice und Vlková im Nordwesten.

## Geschichte
Das Dorf wurde früher als Plutzen (1392) und Tutzen bezeichnet.
Nach der Aufhebung der Patrimonialherrschaften bildete Tlučeň einen Ortsteil der Gemeinde Losiny im Gerichtsbezirk Kohljanowitz, Caslaver Kreis. Ab 1868 gehörte das Dorf zum Bezirk Kuttenberg.
1960 wurde das Dorf zusammen mit Losiny nach Petrovice II eingemeindet. Am 3. März 1991 hatte der Ort 14 Einwohner, beim Zensus von 2001 lebten in den 12 Wohnhäusern von Tlučeň 12 Personen.
Östlich des Dorfes entstand zu Beginn des 21. Jahrhunderts im Tal des Losinský potok eine Ferienhüttenkolonie.

## Ortsgliederung
Der Ortsteil Tlučeň ist Teil des Katastralbezirkes Losiny.

## Sehenswürdigkeiten
- Aussichtsturm Petrovice II, der im Jahre 2004 auf der Kuppe Na Vrších in 475 m Höhe errichtete stählerne 45,5 m hohe Mobilfunkturm besitzt seit 2005 in 30 m Höhe eine Aussichtsplattform, die über eine Wendel mit 158 Stufen erreichbar ist